# Siemens (mértékegység)
A siemens az elektromos vezetés mértékegysége az SI és MKSA mértékegységrendszerben. Nevét Ernst Werner von Siemens német feltalálóról és vállalkozóról kapta.
Korábban ettől függetlenül és eltérő értékkel az elektromos ellenállás egy mértékegységére is hivatkoztak Siemens egysége néven.

## SI-mértékegység
A siemens származtatott egység, jele S. Értéke az amper és a volt segítségével vagy az amper, kilogramm, méter és másodperc alapegységekkel fejezhető ki:
{\displaystyle \mathrm {S} ={\dfrac {\mbox{A}}{\mbox{V}}}={\dfrac {{\mbox{s}}^{3}\cdot {\mbox{A}}^{2}}{{\mbox{m}}^{2}\cdot {\mbox{kg}}}}}
Ezen kívül az ohm reciprokaként is felírható, külön egységként 1971-ben vették fel az SI egységek közé.

## Elavult mértékegység
A 19. században az elektromos ellenállás egy mértékegységét nevezték Siemensnek az azt 1860-ban bevezető Ernst Werner von Siemensről. Értéke körülbelül 0,9534 ohm volt és a higany ellenállása alapján definiálta: Az egységnek egy 1 m hosszú, 1 mm² keresztmetszetű higanyoszlop 0 °C hőmérsékleten mutatott ellenállását választotta. Gyakorlati célokra 3,8 méter hosszú és 0,9 mm² keresztmetszetű ezüst vezetéket használtak egységként. Az ohm 1881-es definíciója után az egység használata visszaszorult.